# Half-A-Dollar Bill
Half-A-Dollar Bill és una pel·lícula muda dirigida per W.S. Van Dyke i protagonitzada per Anna Q. Nilsson. La pel·lícula, rodada als Pacific Studios de San Mateo (Califòrnia) i a la badia de San Francisco, es va estrenar el 14 de gener de 1924.

## Argument
McTeague, capità del Grampus, troba un bebè amb mig dòlar cosit a la seva samarreta i una nota de la seva mare que explica que l'ha hagut d'abandonar i indica que algun dia vindrà a recuperar-lo amb l'altra meitat d'aquell dòlar. El capità que de seguida li agafa estimació, li posa com a nom Bill i el protegeix dels atacs de Webber, segon a bord del vaixell i que resulta ser el seu pare biològic. Webber acaba sent acomiadat i en revenja segresta el noi però acaba sent mort accidentalment pel capità. Aquest es casa amb la mare de Bill quan es presenta a reclamar el noi.

## Repartiment
- Anna Q. Nilsson (Mrs. Webber)
- William P. Carleton (capità Duncan McTeague)
- Raymond Hatton (Noodles, el cuiner)
- Mitchell Lewis (Papeete Joe)
- Alec B. Francis (jutge Norton)
- George MacQuarrie (Martin Webber)
- Frankie Darro (Half-A-Dollar Bill)
- Rosa Gore (xafardera)